# Popocatzin
Popocatzin är en ort i Mexiko.   Den ligger i kommunen Chilapa de Álvarez och delstaten Guerrero, i den södra delen av landet, 230 km söder om huvudstaden Mexico City. Popocatzin ligger 1 111 meter över havet och antalet invånare är 507.
Terrängen runt Popocatzin är bergig österut, men västerut är den kuperad. Runt Popocatzin är det ganska glesbefolkat, med 43 invånare per kvadratkilometer. Närmaste större samhälle är Acatepec, 13,1 km öster om Popocatzin. I omgivningarna runt Popocatzin växer huvudsakligen savannskog.